# Loosies
Loosies, também conhecido como Love Is Not a Crime e Pick Pocket (Brasil: O Trapaceiro ) é um filme estadunidense de comédia dramática e comédia romântica de 2012 escrito e produzido por Peter Facinelli, e dirigido por Michael Corrente. O filme é estrelado por Peter Facinelli, Jaimie Alexander, Michael Madsen, Joe Pantoliano, William Forsythe, Christy Carlson Romano, Glenn Ciano, Vincent Gallo e Chad A. Verdi.

## Sinopse
Bobby Corelli (Facinelli), um batedor de carteiras de Nova York, desfruta do estilo de vida livre que tem até que um dia ele é confrontado por uma ex de sexo casual, Lucy Atwood (Alexander), que lhe informa que está grávida de três meses de seu filho. Ela lhe dá a chance de deixar sua vida diária e assumir a responsabilidade por seu filho.

## Elenco
- Peter Facinelli como Bobby Corelli
- Jaimie Alexander como Lucy Atwood
- Michael Madsen como tenente Nick Sullivan
- Vincent Gallo como Jax
- William Forsythe como capitão Tom Edwards
- Christy Carlson Romano como Carmen
- Marianne Leone como Rita Corelli
- Joe Pantoliano como Carl
- Glenn Ciano como Gomer
- Eric Phillips como Donny
- Tom DeNucci como Detetive Jeffrey
- Tom Paolino como Detetive Verdi
- Ara Boghigian como oficial
- Johnny Cicco como Stoner Adam
- Benny Salerno como homem no metrô
- Darin Berry como homem no metrô #2
- Tyler e Travis Atwood como Mickey e Mikey
- David Goggin como oficial da polícia de Nova Iorque

## Produção
O filme foi filmado em Providence, Rhode Island e Nova York.

## Lançamento
O filme foi lançado em 2 de novembro de 2011, e largamente lançado em 11 de janeiro de 2012 e finalmente lançado no DVD em 13 de março de 2012. O filme foi classificado como PG-13 pela Motion Picture Association of America por algum conteúdo sexual, violência e linguagem usado no filme.

## Distribuição internacional
Os direitos de distribuição internacionais de Loosies também conhecido como Pick Pocket estão sendo licenciados pelo Cinema Management Group.

## Recepção

### Bilheteria
Loosies arrecadou US$3,519 na América do Norte e US$421,859 em outros territórios, totalizando US$425,378.

## Resposta crítica
No site agregador de críticas Rotten Tomatoes, o filme tem uma taxa de aprovação de 22%, com base em 18 avaliações, e uma classificação média de 3,8/10.  Sobre o Metacritic, que atribui classificação normalizada às críticas, o filme tem uma pontuação média ponderada de 35 de 100, com base em 11 críticos, indicando "críticas geralmente desfavoráveis". 